# Aeroporto di Dortmund
L'aeroporto di Dortmund (IATA: DTM, ICAO: EDLW) è un aeroporto che serve la città di Dortmund, in Germania. Lo slogan è Näher als man denkt ("Più vicino di quanto si pensi"). Dal 2006 è stato cambiato il nome in Aeroporto di Dortmund 21, riferendosi al fatto che la società è la DSW21. L'aeroporto ha una capacità di circa 2,5 milioni di passeggeri l'anno e nel 2008 sono transitati circa 2,3 milioni di passeggeri.

## Trasporti
L'aeroporto è collegato attraverso pullman che partono dalla Stazione centrale di Dortmund, un servizio di navetta dalla stazione di Holzwickede / Flughafen Dortmund e da un bus che parte dal paese di Unna.